# シンディ・ノーブル

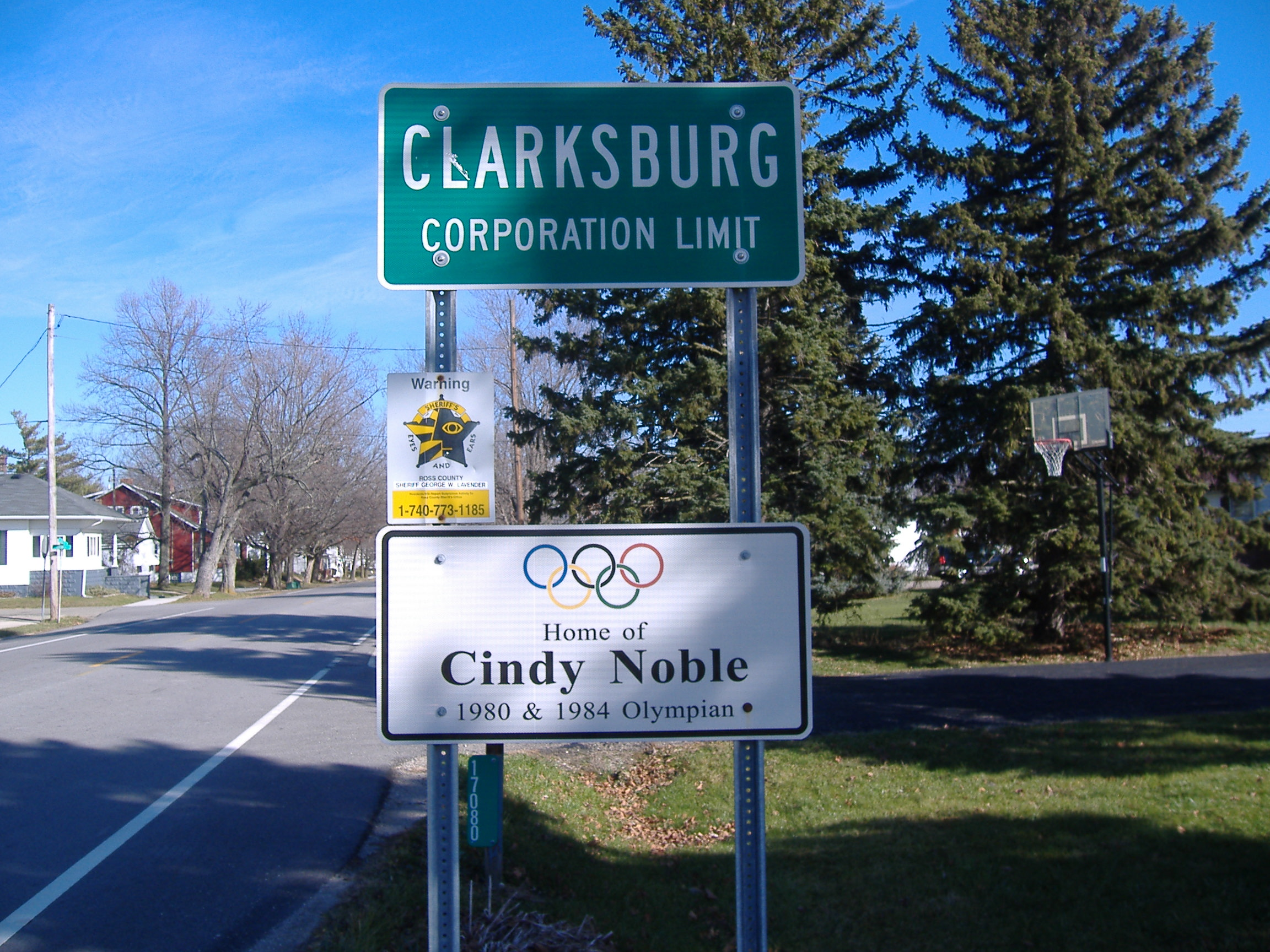
クラークスバーグにあるノーブルの名が刻まれた標識

シンディ・ジョー・ノーブル（Cindy Jo Noble、1958年11月14日 - ）は、アメリカ合衆国の元女子バスケットボール選手である。ロサンゼルスオリンピック女子バスケットボール米国代表。オハイオ州クラークスバーグ出身。身長6ft.5in.（196cm）。

## 来歴
テネシー大学在学中、モスクワオリンピックの米国代表に選ばれたが、ボイコットのため幻に終わった。
卒業後の1983年より東芝で2シーズンプレー。1シーズン目となる第17回日本リーグでベスト5・得点王・リバウンド王に輝く。
その間、ロサンゼルスオリンピックにも出場し、金メダルを獲得した。